# Билер, Альфред
А́льфред «Фре́ди» Би́лер (нем. Alfred "Fredy" Bieler, 18 апреля 1923, Санкт-Мориц, Швейцария — 24 апреля 2013, Цюрих, Швейцария) — швейцарский хоккеист, бронзовый призёр зимних Олимпийских игр в Санкт-Морице (1948).

## Карьера
До Второй мировой войны играл за EHC из Санкт-Морица, затем выступал за клуб Zürcher SC (1942-51), в 1949 г. в его составе он стал чемпионом Швейцарии. Входил в состав знаменитой в 1950-е гг. цюрихской плеяды нападающих, которые по окончании своих фамилий получили название «er-Sturm».
В составе команды своей страны провел 53 матча, забив 60 шайб в ворота соперников. На зимних Олимпийских играх в Санкт-Морице (1948) в составе национальной сборной завоевал бронзовую медаль (олимпийский турнир приравнивался к мировому первенству): во время турнира он забил пять шайб в пяти играх и сделал три результативные передачи. Кроме того, он ещё дважды становился бронзовым призёром чемпионатов мира (1950 и 1951), поскольку в 1950 г. Швейцария была лучшей из европейских сборных, то он стал также чемпионом Европы. В 1950 г. стал серебряным призёром континентального первенства, а в 1949 г. — бронзовым.
Со своим партнером по нападению в Zürcher SC Генрихом Лорером занимался бизнесом в сфере вычислительной электроники в компании Precisa AG.